# هیت می هارد اند سافت
هیت می هارد اند سافت (انگلیسی: Hit Me Hard and Soft) سومین آلبوم استودیویی خوانندهٔ آمریکایی بیلی آیلیش است که در ۱۷ مهٔ ۲۰۲۴ منتشر شد. آیلیش خبر انتشار این آلبوم را در ۸ آوریل اعلام کرد و پروژه را بر روی بیلبوردها در مکان‌های مختلف به نمایش گذاشت. او بعداً خبر از برگزاری یک تور جهانی داد.
این آلبوم با تحسین منتقدان همراه بود و در بیش از ۲۰ کشور از جمله استرالیا، کانادا، آلمان، ایرلند، نیوزیلند و بریتانیا در صدر جدول قرار گرفت. در ایالات متحده، هیت می هارد اند سافت در رتبه دوم بیلبورد ۲۰۰ قرار گرفت و ۱۰ قطعهٔ آن به ۴۰ جایگاه برتر بیلبورد هات ۱۰۰ راه یافتند.

## زمینه
بیلی آیلیش دومین آلبوم استودیویی خود، خوشحال‌تر از همیشه، را در استودیوی ضبط خانگی برادرش فینیس اوکانل، واقع در زیرزمین محل سکونت برادرش در لس آنجلس، نوشت و ضبط کرد. این در آلبوم در ژوئیهٔ ۲۰۲۱ منتشر شد و با تحسین منتقدان و موفقیت تجاری روبرو گردید و در شصت و چهارمین مراسم جایزه گرمی نامزد دو جایزه شد. آیلیش در ژوئیهٔ ۲۰۲۲ به‌صورت غافل‌گیرانه دومین آلبوم چندآهنگه (EP) خود، ترانه‌های گیتار، را منتشر کرد. سال بعد، او «برای چه ساخته شدم؟» را برای موسیقی متن فیلم فانتزی کمدی فانتزی باربی (۲۰۲۳) ضبط کرد؛ او پس از دیدن سکانس‌های ناتمام فیلم در مراحل ساخت آن، الهام گرفت تا این ترانه را بنویسد. او جایزه اسکار بهترین ترانه و جایزه گرمی ترانه سال را برای «برای چه ساخته شدم؟» برنده شد.
در دسامبر ۲۰۲۲، آیلیش با اوکانل شروع به تدوین ایده‌هایی برای سومین آلبوم استودیویی خود کرد. در مصاحبه‌ای با اپل میوزیک، او اشاره کرد که امیدوار است نوشتن آلبوم را در سال ۲۰۲۳ آغاز کند. در دسامبر ۲۰۲۳، آیلیش در برنامه امشب با اجرای جیمی فلن گفت که آلبوم «تقریباً تکمیل شده است». سه ماه بعد، او تأیید کرد که کار مسترینگ آلبوم انجام شده است.

## بازخورد انتقادی
| بررسی جمعی      | بررسی جمعی |
| منبع            | رتبه‌بندی   |
| --------------- | ---------- |
| انی‌دیسنت‌میوزیک؟ | ۸٫۳/۱۰     |
| متاکریتیک       | ۸۹/۱۰۰     |
| بررسی انتقادی   |            |
| منبع            | رتبه‌بندی   |
| آل‌میوزیک        | [ ۱۹ ]     |
| کلش             | ۸/۱۰       |
| دیلی تلگراف     | [ ۲۱ ]     |
| گاردین          | [ ۲۲ ]     |
| ایندیپندنت      | [ ۲۳ ]     |
| لاین آو بست فیت | ۹/۱۰       |
| ان‌ام‌ئی          | [ ۲۵ ]     |
| پیچفورک         | ۶٫۸/۱۰     |
| رولینگ          | [ ۲۷ ]     |
| اسلنت مگزین     | [ ۱ ]      |

هیت می هارد اند سافت با نقدهای مثبتی از سوی منتقدان روبه‌رو شد. این آلبوم در متاکریتیک بر پایهٔ ۲۲ نقد، میانگین نمرهٔ ۸۹ از ۱۰۰ را دریافت کرد که نشان‌دهنده «تحسین همگانی» است.

## عملکرد تجاری
هیت می هارد اند سافت در روز نخست پخش ۷۲٫۷ میلیون استریم در اسپاتیفای جهانی به دست آورد و بیشترین رقم به‌دست آمده در روز نخست برای آیلیش در این پلتفرم بود.
هیت می هارد اند سافت با فروش ۳۳۹٫۰۰۰ واحد معادل آلبوم در هفته نخست که شامل ۱۹۱٫۰۰۰ فروش خالص بود، در رتبه دوم بیلبورد ۲۰۰ قرار گرفت. این بزرگ‌ترین فروش واحد هفته نخست آیلیش در ایالات متحده و همچنین بالاترین فروش خالص او بود. همهٔ ده قطعه آن در میان ۴۰ عنوان برتر بیلبورد هات ۱۰۰ قرار گرفتند.

## فهرست قطعه‌ها
همهٔ ترانه‌ها توسط بیلی آیلیش و فینیس اوکانل نوشته شده‌است.
| شماره      | نام            | مدت   |
| ---------- | -------------- | ----- |
| ۱.         | «لاغر مردنی»   | ۳:۳۹  |
| ۲.         | «ناهار»        | ۲:۵۹  |
| ۳.         | «چیهیرو»       | ۵:۰۳  |
| ۴.         | «از یک قماش»   | ۳:۳۰  |
| ۵.         | «گل وحشی»      | ۴:۲۱  |
| ۶.         | «بزرگ‌ترین»     | ۴:۵۳  |
| ۷.         | «عشق زندگی من» | ۵:۳۳  |
| ۸.         | «شام»          | ۳:۰۶  |
| ۹.         | «بیترسوئیت»    | ۴:۵۸  |
| ۱۰.        | «آبی»          | ۵:۴۳  |
| مجموع مدت: | مجموع مدت:     | ۴۳:۴۵ |